# Silvestre de Sousa
Silvestre de Sousa (São Francisco do Maranhão, 31 de dezembro de 1980) é um jóquei profissional brasileiro.

## Carreira
Nascido em São Francisco do Maranhão, ele mudou-se para São Paulo, com 17 anos de idade, ele é o irmão mais novo de dez irmãos.

## Vitórias
Itália
- Premio Roma – (1) – Hunter's Light (2012)

 Dubai
- Dubai Turf - (1) - Sajjhaa (2013)
- Dubai World Cup - (1) - African Story (2014)[4]

 Reino Unido
- International Stakes - (1) - Arabian Queen (2015)[5]
- Champion Stakes - (1) - Farhh (2013)
- Lockinge Stakes - (1) - Farhh (2013)